# 2等艦
イギリス海軍において2等艦（second-rate）とは3層の砲列甲板に90ないし98門の砲を搭載した戦列艦をさす分類である。これらは本質的に1等艦の小型廉価版で、1等艦と同様に戦列の中核を形成したが、高価すぎて本国海域にしか配備されなかった1等艦とは違い2等艦はしばしば海外艦隊の旗艦となった。この大型艦は一般に帆装が扱いにくく操艦が難しかったと評価されている。
2等艦は普通2000トン前後で乗員750名ほどであった。砲は下層に32ポンド砲を、中層に18ポンド砲を、そして上層に12ポンド砲を装備する。これに対して1等艦は18ポンド砲の代わりに24ポンド砲を搭載する。そのほか1、2等艦ともに船首楼や後甲板に小口径砲やカロネードを装備していた。
3層甲板の2等艦は基本的にイギリスだけでしか建造されなかった。操艦の難しさを除いても、2等艦は火力でフランスやスペインの80門や74門の2層3等艦と比べて大きな差が無く、時には凌駕されることさえあった。しかし敵艦より1層甲板が多いことは接近戦で有利に作用し、またしばしば1等艦と誤認され敵の指揮官に攻撃を思い留まらせる要因となった。